# Coro Laurino
Il Coro Laurino di Bolzano ha tenuto oltre ottocento concerti in Italia e in altri Paesi europei (Germania, Austria, Russia, Svizzera, Spagna, Slovacchia, Slovenia, Ungheria, Polonia) oltre ad una serie di concerti in Brasile e in Bielorussia. Attualmente (2016) il coro è composto da ventiquattro cantori ed è diretto dal maestro Werner Redolfi dal 2011.

## Storia
Il coro si è costituito a Bolzano per opera di un gruppo di appassionati di canti popolari di montagna nella primavera del 1957. 
Oltre alle già citate manifestazioni musicali in Europa, in Brasile e nell'Europa dell'EST, il coro ha svolto numerose comparse televisive in diretta, sia in eurovisione, sia sulle emittenti nazionali tedesca, austriaca, svizzera e ungherese, oltre alla RAI-TV.
Ha cantato in alcuni tra i più importanti teatri d'Italia e d'Europa, come il Teatro Nuovo di Brescia, il Teatro Valli di Reggio Emilia, il Teatro Comunale di Ferrara, il Conservatorio di Padova, il Teatro Wagner di Bayreuth (Germania), il Teatro Ferenc Liszt di Sopron (Ungheria). 
Da oltre 40 anni organizza la Rassegna Nazionale Cori Alpini “Città di Bolzano”.
Il repertorio è costituito da canti popolari autentici, armonizzati da importanti autori del panorama corale italiano, quali Arturo Benedetti Michelangeli, Antonio Pedrotti, Renato Dionisi, Teo Usuelli, Luigi Pigarelli, Andrea Mascagni, Bruno Bettinelli, Stefano Ambrosi ed altri, tutti dotati di una particolare sensibilità e vocazione per il canto popolare.
Il Coro Laurino ha inciso dischi, audiocassette e CD. Ultimo quello del 50º anno di fondazione.